# Neritos flavimargo
Neritos flavimargo là một loài bướm đêm thuộc phân họ Arctiinae, họ Erebidae.